# Xã Corinth, Quận Osborne, Kansas
Xã Corinth (tiếng Anh: Corinth Township) là một xã thuộc quận Osborne, tiểu bang Kansas, Hoa Kỳ. Năm 2010, dân số của xã này là 52 người.